# Anneloes Mullink
Anneloes Mullink (Enschede, 1991) is een Nederlands presentatrice. Van 2021 tot 2022 presenteerde ze Hart van Nederland op SBS6.

## Levensloop
Anneloes Mullink werd geboren in Enschede, maar groeide op in Amersfoort. In 2013 begint ze als stagiair bij AT5 waar ze uitgroeit tot vaste presentatrice en verslaggever. 
Vanaf 2021 maakt Mullink de overstap naar Talpa Network waar ze Hart van Nederland presenteerde. Daarnaast nam Mullink voice-over werk voor haar rekening. In 2022 presenteerde Mullink voor het laatst Hart van Nederland. In 2023 stopt Mullink met haar werk op de televisie en kiest voor een carrièreswitch naar interieurontwerper.